# Чайка-менеджмент
Чайка-менеджмент (від англ. Seagull management) — стиль управління, де керівник взаємодіє з працівниками лише тоді, коли вони сигналізують, що виникла проблема. Менеджер налетівши на об'єкт, підіймає багато шуму, а потім так само раптово відлітає, залишивши після себе повний безлад, з яким повинні розбиратися інші. Для даного стилю управління характерно прийняття керівником поспішних рішень щодо питань, в яких він недостатньо добре обізнаний і компетентний. Термін став популярний завдяки жарту з книги Кена Бланшера 1985 «Однохвилинний менеджер»: «Менеджери-чайки прилітають, створюють багато шуму, гидять на всіх і відлітають».
Оскільки менеджери-чайки взаємодіють із працівниками лише тоді, коли є проблеми, вони рідко роблять похвалу чи заохочення, коли справи йдуть добре. Коли виникають проблеми, вони часто прагнуть покласти провину на інших людей та привернути увагу до себе, щоб здатися важливими. Вони критикують інших, але мало сприяють розв'язанню проблеми.
Чайка-менеджмент може бути свідченням некваліфікованого, недосвідченого чи новопризначеного менеджера.